# Gino Pensotti
Gino Pensotti (Vercelli, 10 giugno 1903 – ...) è stato un calciatore italiano, di ruolo centrocampista.

## Carriera
Giocò in Serie A ed in Divisione Nazionale con la Pro Vercelli.

## Statistiche

### Presenze e reti nei club
| Stagione            | Squadra             | Campionato          | Campionato | Campionato | Totale   | Totale |
| Stagione            | Squadra             | Campionato          | Presenze   | Reti       | Presenze | Reti   |
| ------------------- | ------------------- | ------------------- | ---------- | ---------- | -------- | ------ |
| 1924-1925           | Pro Vercelli        | PD                  | 1          | 0          | 1        | 0      |
| 1925-1926           | Pro Vercelli        | PD                  | 1          | 0          | 1        | 0      |
| 1926-1927           | Pro Vercelli        | DN                  | 15         | 0          | 15       | 0      |
| 1927-1928           | Pro Vercelli        | DN                  | 5          | 0          | 5        | 0      |
| 1928-1929           | Pro Vercelli        | DN                  | 29         | 0          | 29       | 0      |
| 1929-1930           | Pro Vercelli        | A                   | 19         | 0          | 19       | 0      |
| 1930-1931           | Pro Vercelli        | A                   | 1          | 0          | 1        | 0      |
| Totale Pro Vercelli | Totale Pro Vercelli | Totale Pro Vercelli | 71         | 0          | 71       | 0      |
| 1932-1933           | Legnano             | B                   | ?          | ?          | ?        | ?      |
| 1933-1934           | Legnano             | B                   | ?          | ?          | ?        | ?      |
| Totale Legnano      | Totale Legnano      | Totale Legnano      | 4          | 0          | 4        | 0      |
| Totale carriera     | Totale carriera     | Totale carriera     | 75         | 0          | 75       | 0      |